# Günther von der Forst
Günther von der Forst (* 17. Dezember 1897; † 24. März 1982) war ein deutscher Marineoffizier, zuletzt Konteradmiral im Zweiten Weltkrieg.

## Leben
Von der Forst trat mit der Crew I/16 in die Kaiserliche Marine ein und diente auf Torpedobooten, darunter als Wachoffizier auf SMS V 69 bei der Zerstörerflottille Flandern.
Nach Ende des Ersten Weltkriegs blieb Forst im aktiven Dienst und wurde in die Reichsmarine übernommen. Er wurde 1931 Kommandant des Torpedoboots T 156 in der 2. Torpedoboothalbflottille und 1933 Kommandant des Flottillenführerboots T 196. Ab 1935 nahm er am Führergehilfenlehrgang teil, der Admiralstabsausbildung der Kriegsmarine.
1940 war Forst Kommandant des Avisos Grille. Im weiteren Verlauf des Zweiten Weltkriegs diente er in mehreren Dienststellen in Norwegen, zunächst kurzzeitig beim Admiral der norwegischen Südküste. Von Juli 1940 bis Mai 1941 war er Kommandant der Seeverteidigung Stavanger und wurde anschließend als Kommandant der Seeverteidigung Murmansk vorgesehen. Da diese Dienststelle nicht aufgestellt wurde, diente er als Oberquartiermeister im Stab Kommandierender Admiral Norwegen, bevor er im Februar 1943 Chef des Stabes beim Kommandierenden Admiral Ägäis wurde. Am 1. April 1944 wurde er zum Konteradmiral befördert. Am 1. Mai 1944 wurde er Chef des Stabes beim Marineoberkommando Ostsee und blieb dort bis über das Kriegsende hinaus in Funktion. anschließend befand er sich bis Dezember 1946 in Kriegsgefangenschaft.
Nach seinem Tode wurde er auf dem Bergfriedhof in Berchtesgaden beigesetzt.